# 蒙西 (紐約州)
蒙西（英語：Monsey）是位於美國紐約州羅克蘭縣的普查規定居民點。

## 人口
根據2020年美國人口普查的數據，蒙西的面積為5.97平方千米，當中陸地面積為5.94平方千米，而水域面積為0.03平方千米。當地共有人口26954人，而人口密度為每平方千米4,514.91人。